# Campionat del Món de futbol sala femení AMF 2008
El I Campionat del Món de Futsal femení de l'Associació Mundial de Futsal es disputà entre el 29 de setembre i el 5 d'octubre de 2008 a la ciutat de Reus (Baix Camp), organitzat per la Federació Catalana de Futbol Sala, amb la participació de 12 seleccions nacionals.

## Participants
| Grup A | Grup A  |
| ------ | ------- |
|        | Rússia  |
|        | Galícia |
|        | Ucraïna |

| Grup B | Grup B    |
| ------ | --------- |
|        | Argentina |
|        | Bèlgica   |
|        | Veneçuela |

| Grup C | Grup C    |
| ------ | --------- |
|        | Austràlia |
|        | Itàlia    |
|        | Paraguai  |

| Grup D | Grup D    |
| ------ | --------- |
|        | Catalunya |
|        | Colòmbia  |
|        | R. Txeca  |

## Fase Inicial
Llegenda
| Pts = Punts totals PJ = Partits jugats PG = Partits guanyats PE = Partits empatats PP = Partits perduts |  | GF = Gols a favor GC = Gols en contra DG = Diferència de gols (GF-GC) Ressaltat en verd = Equip classificat pels quarts de final. |  |  |

| GRUP A  | Pts | PJ | PG | PE | PP | GF | GC | DG |
| ------- | --- | -- | -- | -- | -- | -- | -- | -- |
| Rússia  | 4   | 2  | 2  | 0  | 0  | 7  | 4  | +3 |
| Galícia | 2   | 2  | 1  | 0  | 1  | 7  | 7  | =  |
| Ucraïna | 0   | 2  | 0  | 0  | 2  | 6  | 9  | -3 |

| 29 de setembre - 15:30           |     |                            |                         |
| Rússia                           | 3-2 | Galícia                    | Pavelló Olímpic de Reus |
| Dobrosostkaya 8', 21' Rabakh 39' |     | Fernández 16' Ferreyro 23' | Pavelló Olímpic de Reus |

Dobrosostkaya encapçala la taula de golejadores amb els seus 2 gols
| 30 de setembre - 16:00                    |     |                                   |                         |
| Galícia                                   | 5-4 | Ucraïna                           | Pavelló Olímpic de Reus |
| Cadavid 4', 30' Andre 8' Tesouro 16', 28' |     | Arkel 13', 24' Nifanteya 30', 37' | Pavelló Olímpic de Reus |

Cadavid, Tesouro, Arkel i Nifanteya elevan a 8 les bi-golejadores sense que cap arribi a 3
Possibilitats: 
- Galícia ja està classificada per a quarts, serà 2a de grup pasi el que pasi al Rússia-Ucraïna
- Rússia si no perd pasarà de ronda com a 1a de grup
- Ucraïna necessita guanyar per a clasificar-se i ho faria com a 1a

| 1 d'octubre - 16:00                                |     |                        |                         |
| Rússia                                             | 4-2 | Ucraïna                | Pavelló Olímpic de Reus |
| Lituinova 2' Volyakova 7' Kremlova 14' Vlogova 17' |     | Ignatyeva 5' Arkel 38' | Pavelló Olímpic de Reus |

Rússia acompanyarà Galícia als quarts; s'enfrontaran a Argentina i Veneçuela. Ucraïna lluitarà pels llocs 9é al 12é
Arkel és la primera jugadora que arriba als 3 gols marcats
| GRUP B    | Pts | PJ | PG | PE | PP | GF | GC | DG  |
| --------- | --- | -- | -- | -- | -- | -- | -- | --- |
| Argentina | 4   | 2  | 2  | 0  | 0  | 14 | 3  | +11 |
| Veneçuela | 2   | 2  | 1  | 0  | 1  | 7  | 7  | =   |
| Bèlgica   | 0   | 2  | 0  | 0  | 2  | 2  | 13 | -11 |

| 29 de setembre - 17:15                             |     |            |                         |
| Veneçuela                                          | 5-1 | Bèlgica    | Pavelló Olímpic de Reus |
| Camargo 6', 7' Ramírez 14' Conde 35' Miquilena 39' |     | Meunier 3' | Pavelló Olímpic de Reus |

Camargo s'uneix a Dobrosostkaya com a màxima golejadora del campionat.
Veneçuela destaca a la 1a jornada com el millor atac i Bèlgica és la més golejada
| 30 de setembre - 17:45 |     |                                                                             |                         |
| Bèlgica                | 1-8 | Argentina                                                                   | Pavelló Olímpic de Reus |
| Meunier 3'             |     | Alcaraz 4', 20' Samudio 15', 24' Banini 22' Blanco 25' Meza 32' Madiano 39' | Pavelló Olímpic de Reus |

La major golejada fins al moment.
Meunier, Alcaraz i Samudio entren al club de les 11 jugadores amb 2 gols. La belga és l'única que ha marcat les 2 jornades.
Possibilitats:
- Argentina i Veneçuela ja són als quarts de final, serà 1a de grup qui guanyi el darrer partit, i si empaten, ho serà Argentina
- Bèlgica jugarà pels llocs 9é al 12é

| 1 d'octubre - 17:45      |     |                                                      |                         |
| Veneçuela                | 2-6 | Argentina                                            | Pavelló Olímpic de Reus |
| Cabral 25' Hernández 32' |     | Banini 4', 7', 23' Villalba 22' Alcaraz 32' Meza 37' | Pavelló Olímpic de Reus |

Rússia-Veneçuela i Argentina-Galícia; els primers 2 quarts de final ja estan definits
Banini fa el primer hat-trick del Mundial i encapçala la classificació individual amb 4 gols
| GRUP C    | Pts | PJ | PG | PE | PP | GF | GC | DG  |
| --------- | --- | -- | -- | -- | -- | -- | -- | --- |
| Austràlia | 4   | 2  | 2  | 0  | 0  | 15 | 2  | +13 |
| Paraguai  | 1   | 2  | 0  | 1  | 1  | 3  | 7  | -4  |
| Itàlia    | 1   | 2  | 0  | 1  | 1  | 5  | 14 | -9  |

| 29 de setembre - 19:00 |     |                                        |                         |
| Paraguai               | 3-3 | Itàlia                                 | Pavelló Olímpic de Reus |
| Colman 4',9' Díaz 39'  |     | Ruggiero 15' Gisondi 16' Del Picco 26' | Pavelló Olímpic de Reus |

Colman és la 3a jugadora que fa doblet a la 1a jornada
Primer empat del campionat
| 30 de setembre - 19:30    |      |                                                                                              |                         |
| Itàlia                    | 2-11 | Austràlia                                                                                    | Pavelló Olímpic de Reus |
| Uccelini 32' Ruggiero 35' |      | Garuen 1' Mann 2', 2' Burgess 2', 19' Banks 7' Hammond 8' Kent 8' Tanson 16' Enreli 28', 39' | Pavelló Olímpic de Reus |

La major golejada del campionat, tant de gols marcats com de diferència.
Ruggiero, com Meunier 2a que marca en 2 partits i amb Burgess i Enreli augmenta l'empat de 14 jugadores amb 2 gols. Cap arriba als 3.
Possibilitats
- Austràlia i Paraguai foren les 2 seleccions del grup C als quarts de final: 1a la que guanyi i si empaten, Austràlia
- Itàlia ja està fora dels quarts.
- Burgess amb 2 doblets en 2 partits comparteix liderat amb Banini (Argentina) amb 4 gols

| 1 d'octubre - 19:30 |     |                                     |                         |
| Paraguai            | 0-4 | Austràlia                           | Pavelló Olímpic de Reus |
|                     |     | Garuen 7' Burgess 19', 19' Mann 23' | Pavelló Olímpic de Reus |

Austràlia (1a) i Paraguai (2a) esperen rivals del grup D (Catalunya o Colòmbia)
Austràlia es consolida com el millor atac amb 15 gols en 2 partits
Itàlia és la pitjor defensa haguent encaixat 14 gols en 2 partits
| GRUP D    | Pts | PJ | PG | PE | PP | GF | GC | DG |
| --------- | --- | -- | -- | -- | -- | -- | -- | -- |
| Colòmbia  | 3   | 2  | 1  | 1  | 0  | 3  | 2  | +1 |
| Catalunya | 2   | 2  | 1  | 0  | 1  | 5  | 2  | +3 |
| R. Txeca  | 1   | 2  | 0  | 1  | 1  | 1  | 5  | -4 |

| 29 de setembre - 19:00               |     |                 |                         |
| Catalunya                            | 4-0 | República Txeca | Pavelló Olímpic de Reus |
| Vidal 1' Manzano 11', 28' Torres 24' |     |                 | Pavelló Olímpic de Reus |

Catalunya, única selecció imbatuda del torneig.
Manzano fa el 4t doblet de la 1a jornada.
| 30 de setembre - 21:15 |     |             |                         |
| República Txeca        | 1-1 | Colòmbia    | Pavelló Olímpic de Reus |
| Trojakova 39'          |     | Montoya 14' | Pavelló Olímpic de Reus |

Segon empat del Mundial
Txèquia i Colòmbia són els pitjors atacs fins ara amb només 1 gol marcat cadascuna.
Possibilitats
- Colòmbia i Catalunya disputaran els 1/4 de final, serà 1a del grup la que guanyi i si empaten, Catalunya
- La República Txeca lluitarà pels 9é-12é llocs

| 1 d'octubre - 21:15 |     |                  |                         |
| Catalunya           | 1-2 | Colòmbia         | Pavelló Olímpic de Reus |
| Sánchez 8'          |     | Montoya 26', 32' | Pavelló Olímpic de Reus |

Colòmbia s'enfrontarà a Paraguai i Catalunya a Argentina als 1/4 de final
Txèquia finalitza la 1a fase com el pitjor atac amb només el gol de Trojakova.
Catalunya manté la millor defensa amb 2 gols encaixats pero ara compartida amb Austràlia

## Fase final
|  | Quarts de final | Quarts de final |             |          | Semifinals  | Semifinals  |  |  | Final       | Final |
|  |                 |                 |             |          |             |             |  |  |             |       |
|  | 3 d'octubre     |                 |             |          |             |             |  |  |             |       |
|  |                 |                 |             |          |             |             |  |  |             |       |
|  | Rússia          | 3               |             |          |             |             |  |  |             |       |
|  | Rússia          | 3               | 4 d'octubre |          |             |             |  |  |             |       |
|  | Veneçuela       | 1               |             |          |             |             |  |  |             |       |
|  | Veneçuela       | 1               | Rússia      | 2        |             |             |  |  |             |       |
|  | 3 d'octubre     |                 | Rússia      | 2        |             |             |  |  |             |       |
|  |                 | Catalunya       | 3           |          |             |             |  |  |             |       |
|  | Austràlia       | Catalunya       | 3           | 2        |             |             |  |  |             |       |
|  | Austràlia       |                 | 5 d'octubre | 2        |             |             |  |  |             |       |
|  | Catalunya       | 3               |             |          |             |             |  |  |             |       |
|  | Catalunya       | 3               | CATALUNYA   | 4        |             |             |  |  |             |       |
|  | 3 d'octubre     |                 | CATALUNYA   | 4        |             |             |  |  |             |       |
|  |                 | Galícia         | 0           |          |             |             |  |  |             |       |
|  | Argentina       | Galícia         | 0           | 1        |             |             |  |  |             |       |
|  | Argentina       | 4 d'octubre     |             | 1        |             |             |  |  |             |       |
|  | Galícia         | 8               |             |          |             |             |  |  |             |       |
|  | Galícia         | 8               | Galícia     | 3*       | Tercer lloc | Tercer lloc |  |  |             |       |
|  | 3 d'octubre     |                 | Galícia     | 3*       | Tercer lloc | Tercer lloc |  |  |             |       |
|  |                 | Colòmbia        | 3           |          |             |             |  |  |             |       |
|  | Colòmbia        | Colòmbia        | 3           | 5        | Rússia      | 4           |  |  |             |       |
|  | Colòmbia        |                 |             | 5        | Rússia      | 4           |  |  |             |       |
|  | Paraguai        | 1               |             | Colòmbia | 6           |             |  |  |             |       |
|  | Paraguai        | 1               |             |          | 6           |             |  |  |             |       |
|  |                 |                 |             |          |             |             |  |  | 5 d'octubre |       |
|  |                 |                 |             |          |             |             |  |  |             |       |

### Jornada 4
Posicions 9 a 12
Pels llocs més humilds lluitaran 4 seleccions europees
| 3 d'octubre - 10:00                                                                 |     |        |                         |
| Ucraïna                                                                             | 9-0 | Itàlia | Pavelló Olímpic de Reus |
| Youdina 3', 24', 33' Nifanteya 9', 15' Lukyanenko 14' Usenko 26', 27' Ignatyeva 39' |     |        | Pavelló Olímpic de Reus |

A Itàlia li continuen caient més gols que a ningú: En dú ja 23 rebuts en només 3 partits
Youdina s'estrena a la segona fase amb el segon triplet del torneig.
Nifanteya és la 3a que arriba als 4 gols marcats
| 3 d'octubre - 11:30 |     |                                                      |                         |
| Bèlgica             | 1-4 | República Txeca                                      | Pavelló Olímpic de Reus |
| Andre 22'           |     | Krejcarova 1' Divisova 2' Hoferkova 8' Ondraskova 18 | Pavelló Olímpic de Reus |

Bèlgica és ara la selecció menys golejadora amb 3 gols (1 cada partit)
Quarts de final
Les europees fan 3/3 i de les sud-americanes només la semi que tenien assegurada.
| 3 d'octubre - 16:00                     |     |           |                         |
| Rússia                                  | 3-1 | Veneçuela | Pavelló Olímpic de Reus |
| Volyakova 15' Kremlova 30' Mironova 35' |     | Conde 16' | Pavelló Olímpic de Reus |

| 3 d'octubre - 17:30 |     |                                                                                  |                         |
| Argentina           | 1-8 | Galícia                                                                          | Pavelló Olímpic de Reus |
| Samudio 26'         |     | Teijero 3',37' Cadavid 6' Andre 8' Ferreyro 10' Tesouro 26' Outon 39' Chávez 39' | Pavelló Olímpic de Reus |

Samudio fa quàdruple l'empat al capdavant de les golejadores amb 4 gols
| 3 d'octubre - 19:15 |     |                                   |                         |
| Austràlia           | 2-3 | Catalunya                         | Pavelló Olímpic de Reus |
| Burgess 5', 19'     |     | Vidal 19' Navarro 35' Manzano 38' | Pavelló Olímpic de Reus |

Austràlia cau pero manté el millor atac: 17 gols en 3 partits
Burgues s'acomiada de la lluita pels metals pero segueix a ritme de doblet: 6 gols, més que cap
| 3 d'octubre - 20:45                                 |     |          |                         |
| Colòmbia                                            | 5-1 | Paraguai | Pavelló Olímpic de Reus |
| Peduzine 1', 33' Imbachi 13' Montoya 34' Rivero 39' |     | Díaz 39' | Pavelló Olímpic de Reus |

Colòmbia és ara la menys golejada: només rep un gol cada partit

### Jornada 5
Posicions 11 i 12
| 4 d'octubre - 9:00                          |     |                              |                         |
| Itàlia                                      | 4-3 | Bèlgica                      | Pavelló Olímpic de Reus |
| Ruggiero 30' Grandino 30', 45' Pagliara 46' |     | Bordenza 8' Meunier 24', 42' | Pavelló Olímpic de Reus |

Itàlia i Bèlgica s'acomiaden amb la pitjor defensa (27 gols) i el pitjor atac (6) respectivament
Posicions 9 i 10
| 4 d'octubre - 10:30 |     |                             |                         |
| Ucraïna             | 1-2 | República Txeca             | Pavelló Olímpic de Reus |
| Arkel 36'           |     | Krejcarova 13' Divisova 35' | Pavelló Olímpic de Reus |

Posicions 5 a 8
| 4 d'octubre - 12:00                 |     |                                      |                         |
| Veneçuela                           | 3-4 | Austràlia                            | Pavelló Olímpic de Reus |
| Ramírez 24' Conde 25' Hernández 34' |     | Kent 2' Burgess 21', 22' Hammond 30' | Pavelló Olímpic de Reus |

Austràlia segueix marcant més que ningú: 21 gols en 4 partits
Burgess no falla: 2+2+2+2=8 gols, a doblet per partit, màxima golejadora.
| 4 d'octubre - 13:30             |     |          |                         |
| Argentina                       | 4-1 | Paraguai | Pavelló Olímpic de Reus |
| Alcaraz 6' Banini 13', 23', 29' |     | Díaz 4'  | Pavelló Olímpic de Reus |

Nou canvi en l'equip que menys marca: Ara es Paraguai amb 5
Banini aconsegueix el segon dels 3 hat-tricks del campionat fins ara.
Semifinals
| 4 d'octubre - 16:30 |     |                                     |                         |
| Rússia              | 2-3 | Catalunya                           | Pavelló Olímpic de Reus |
| Kremlova 1' 29'     |     | Rodríguez 16' Vidal 28' Navarro 29' | Pavelló Olímpic de Reus |

| 4 d'octubre - 18:15                    |              |                                      |                         |
| Galícia                                | 3*-3         | Colòmbia                             | Pavelló Olímpic de Reus |
| Ferreiro 11' Fernández 19' Cadavid 19' | (2-1 penals) | Calderón 17' Riveros 32' Montoya 36' | Pavelló Olímpic de Reus |

Única prórroga del campionat. També hi ha ara empat entre les seleccions amb millor defensa: Catalunya i Colòmbia han rep 6 gols cadascuna.
Hi haurà final "ibèrica"

### Jornada final
Posicions 7 i 8
| 5 d'octubre - 10:00            |     |                                                    |                         |
| Veneçuela                      | 3-4 | Paraguai                                           | Pavelló Olímpic de Reus |
| Camargo 24', 26' Hernández 25' |     | Mancuello 18' Ferreyra 19' Salinas 28' Cabrera 29' | Pavelló Olímpic de Reus |

Posicions 5 i 6
| 5 d'octubre - 11:30 |     |                                        |                         |
| Austràlia           | 0-5 | Argentina                              | Pavelló Olímpic de Reus |
|                     |     | Madiano 17', 33' Alcaraz 19', 35', 37' | Pavelló Olímpic de Reus |

El millor atac del Mundial (24 gols, 4,8 per partit) només serveix Argentina per ser 5a.
Alcaraz fa el 4t triplet del torneig. Les argentines han fet 3 dels 4 (Banini va fer els altres 2)
Primer partit que no marca Burguess (4 doblets) pero finalitza el Mundial com a màxima golejadora amb 8 gols
Posicions 3 i 4
| 5 d'octubre - 15:15                                 |     |                                                |                         |
| Rússia                                              | 4-6 | Colòmbia                                       | Pavelló Olímpic de Reus |
| Litvinova 9' Rabakh 12' Polyakova 21' Polyakova 35' |     | Imbachi 1' Munera 2' Rendón 28', 31', 32', 39' | Pavelló Olímpic de Reus |

La última jornada Rendón contribueix al bronze colombià amb l'únic "poker" del Mundial.
FINAL
| 5 d'octubre - 17:00                    |     |         |                         |
| Catalunya                              | 4-0 | Galícia | Pavelló Olímpic de Reus |
| Navarro 12', 18' L. Rodríguez 36', 39' |     |         | Pavelló Olímpic de Reus |

Catalunya campiona i millor defensa del I Mundial: 6 gols encaixats en 5 partits (1,2 per partit)
| Bandera de Catalunya |
| Campiones CATALUNYA  |

## Classificació final
| Classificació final | Classificació final |
| ------------------- | ------------------- |
| Or                  | Catalunya           |
| Plata               | Galícia             |
| Bronze              | Colòmbia            |
| 4                   | Rússia              |
| 5                   | Argentina           |
| 6                   | Austràlia           |
| 7                   | Paraguai            |
| 8                   | Veneçuela           |
| 9                   | República Txeca     |
| 10                  | Ucraïna             |
| 11                  | Itàlia              |
| 12                  | Bèlgica             |

## Estadístiques
| Lloc | Jugadora  | Selecció  | Gols |
| ---- | --------- | --------- | ---- |
| 1a   | Burgess   | Austràlia | 8    |
| 2a   | Alcaraz   | Argentina | 7    |
| 2a   | Banini    | Argentina | 7    |
| 4a   | Montoya   | Colòmbia  | 5    |
| 5a   | Arkel     | Ucraïna   | 4    |
| 5a   | Cadavid   | Galícia   | 4    |
| 5a   | Camargo   | Veneçuela | 4    |
| 5a   | Kremlova  | Rússia    | 4    |
| 5a   | Meunier   | Bèlgica   | 4    |
| 5a   | Navarro   | Catalunya | 4    |
| 5a   | Nifanteya | Ucraïna   | 4    |
| 5a   | Randón    | Colòmbia  | 4    |

| Lloc | Selecció  | Gols marcats | Mitjana |
| ---- | --------- | ------------ | ------- |
| 1a   | Argentina | 24           | 4.80    |
| 2a   | Austràlia | 21           | 4.20    |
| 3a   | Ucraïna   | 16           | 4.00    |
| 4a   | Galícia   | 18           | 3.60    |
| 5a   | Colòmbia  | 17           | 3.40    |
| 6a   | Rússia    | 16           | 3.20    |
| 7a   | Catalunya | 15           | 3.00    |
| 8a   | Veneçuela | 14           | 2.80    |
| 9a   | Itàlia    | 9            | 2.25    |
| 10a  | Paraguai  | 9            | 1.80    |
| 11a  | Txèquia   | 7            | 1.75    |
| 12a  | Bèlgica   | 6            | 1.50    |

| Lloc | Selecció  | Gols marcats | Mitjana |
| ---- | --------- | ------------ | ------- |
| 1a   | Catalunya | 6            | 1.20    |
| 2a   | Txèquia   | 7            | 1.75    |
| 3a   | Colòmbia  | 10           | 2.00    |
| 4a   | Argentina | 12           | 2.40    |
| 5a   | Austràlia | 13           | 2.60    |
| 6a   | Ucraïna   | 11           | 2.75    |
| 7a   | Rússia    | 14           | 2.80    |
| 8a   | Galícia   | 15           | 3.00    |
| 9a   | Veneçuela | 18           | 3.60    |
| 10a  | Paraguai  | 19           | 3.80    |
| 11a  | Bèlgica   | 20           | 5.00    |
| 12a  | Itàlia    | 27           | 6.75    |